# 율리야 티모셴코
율리야 볼로디미리우나 티모셴코(우크라이나어: Юлія Володимирівна Тимошенко, Yulia Volodymyrivna Tymoshenko, IPA: ['julijɑ ʋɔlɔ'dɪmɪriʋnɑ tɪmɔ'ʃɛnkɔ], 문화어: 율리야 찌모쉔꼬, 결혼 이전의 성: 흐리햔(우크라이나어: Григян), 1960년 11월 27일~)는 우크라이나의 여성 정치인이다. 2004년 오렌지 혁명 때의 주요 인물이며, 우크라이나의 총리를 역임하였다.

## 생애
소련 우크라이나 공화국 동부의 드니프로페트로우스크(현재의 우크라이나 드니프로)에서 라트비아인 아버지와 러시아인 어머니 사이에서 태어났다. 드니프로페트로우스크 대학교에서 경제학을 전공했다. 대학 졸업 후 지역 공장에서 직원으로 일하다가, 비디오 대여점을 차렸다. 소련 붕괴 후 대여점은 대형 체인으로 키워 내며 사업 수완을 발휘했고, 그 후 에너지 관련 기업을 했다.
1996년 국회의원 선거에 출마, 당선되었으며, 우크라이나 에너지 정책에 깊숙이 관여했다. 2002년 율리야 티모셴코 블록을 창당하여 국회의원 선거에 출마하여 다시 당선되었으며, 국민의 인기가 높았다. 2006년 총선에서 그가 이끄는 율리야 티모셴코 블록은 더 많은 의석을 확보했다. 2009년 7월에는 대한민국을 방문하여 이명박 대통령을 접견하였다.
티모셴코 총리는 화려한 외모와 뛰어난 능력으로 인기가 높지만, 최근 계속되고 있는 우크라이나의 정치·경제적 불안으로 총리 자리를 위협받기도 했다. 2010년 1월 17일에 치러지는 대통령 선거에 출마하였으나, 결과는 빅토르 야누코비치에게 패하여 당선되지는 못했다. 2010년 2월 7일에 결선 투표에 다시 참여했으나, 또 한번 빅토르 야누코비치에게 패하여 대통령으로 당선되지 못하였다. 이후 러시아와의 가스 배관 계약 시 우크라이나의 국익을 훼손시켰다는 이유로 7년형이 언도됐다. 더군다나 복역 이후에도 3년 동안 공직 출마 및 취임 자체를 불가능하게 한 판결이 내려졌다.
2014년 2월 22일, 빅토르 야누코비치 대통령이 시위대에 의해 축출됨에 따라 교도소에서 석방되었다.

## 기타
- 율리야 티모셴코는 러시아어 구사자이다. 그러나 러시아 언론과 인터뷰할 때에는 러시아어 사용을 거부하는 것으로 유명하다.[5]

## 같이 보기
- 율리야 티모셴코 블록
- 오렌지 혁명
- 빅토르 유셴코

## 역대 선거 결과
| 선거명      | 직책명              | 대수 | 정당                     | 1차 득표수 | 1차 득표율  | 2차 득표수 | 2차 득표율   | 결과 | 당락 |
| ----------- | ------------------- | ---- | ------------------------ | ---------- | ----------- | ---------- | ------------ | ---- | ---- |
| 2010년 선거 | 우크라이나의 대통령 | 4대  | 전우크라이나 연합 "조국" | 25.05%     | 6,159,810표 | 45.47%     | 11,593,357표 | 2위  | 낙선 |
| 2014년 선거 | 우크라이나의 대통령 | 5대  | 전우크라이나 연합 "조국" | 12.81%     | 2,310,085표 |            |              | 2위  | 낙선 |
| 2019년 선거 | 우크라이나의 대통령 | 6대  | 전우크라이나 연합 "조국" | 13.40%     | 2,532,452표 |            |              | 3위  | 낙선 |